# Emerson Norton
Emerson Norton   (Kansas City, 16 de novembre de 1900 - Seminole, 10 de març de 1986) va ser un atleta estatunidenc que va competir durant la dècada de 1920.
El 1924 va prendre part en els Jocs Olímpics de París, on guanyà la medalla de plata en la prova del decatló del programa d'atletisme.
El 1925 guanyà el campionat indoor de l'IC4A del salt d'alçada.

## Millors marques
- Decatló. 6.117 punts (1924)[1]